# Massimo Ziboli
| 69977 Saurodonati | 28 novembre 1998 |

Massimo Ziboli (...) è un astronomo amatoriale italiano.
Il Minor Planet Center gli accredita la scoperta di quattro asteroidi, effettuate tra il 1998 e il 1999, di cui una in collaborazione con Emiliano Mazzoni.